# Seznam interpelacij v Republiki Sloveniji
Seznam interpelacij v Republiki Sloveniji navaja interpelacije, o katerih so razpravljali poslanci Državnih zborov RS od začetka delovanja prve vlade do danes. Po slovenski zakonodaji lahko vprašanje o delu ministra ali vlade vloži 10 poslancev, po končani razpravi lahko 10 poslancev vloži zahtevo za glasovanje o nezaupnici. Ta je sprejeta, če zanjo glasuje več kot polovica (vsaj 46) poslancev.
Še pred konstituiranjem 1. državnega zbora Republike Slovenije sta bili vloženi interpelaciji proti ministru za zunanje zadeve Dimitriju Ruplu in ministru za notranje zadeve Igorju Bavčarju. O nobeni od njiju takratna Skupščina Republike Slovenije ni odločala.

## Seznam
| Minister                                                      | Funkcija                                                      | Vlada                                                         | Datum interpelacije | Izid          | Opombe                                                            |
| ------------------------------------------------------------- | ------------------------------------------------------------- | ------------------------------------------------------------- | ------------------- | ------------- | ----------------------------------------------------------------- |
| Miha Kozinc                                                   | minister za pravosodje                                        | 3.                                                            | 2. junij 1993       | neizglasovana |                                                                   |
| Mitja Gaspari                                                 | minister za finance                                           | 3.                                                            | 29. marec 1994      | neizglasovana |                                                                   |
| Jelko Kacin                                                   | minister za obrambo                                           | 3.                                                            | 29. november 1994   | neizglasovana |                                                                   |
| Meta Zupančič                                                 | ministrica za pravosodje                                      | 3.                                                            | 24. marec 1995      | neizglasovana |                                                                   |
| Maks Tajnikar                                                 | minister za gospodarske dejavnosti                            | 3.                                                            | 7. november 1995    | N/A           | Minister je med razpravo podal odstop                             |
| Zoran Thaler                                                  | minister za zunanje zadeve                                    | 3.                                                            | 1. februar 1996     | izglasovana   |                                                                   |
| Božidar Voljč                                                 | minister za zdravstvo                                         | 3.                                                            | 28. marec 1996      | N/A           | Državni zbor o interpelaciji ni odločal                           |
| 4. vlada Republike Slovenije (predsednik Janez Drnovšek)      | 4. vlada Republike Slovenije (predsednik Janez Drnovšek)      | 4. vlada Republike Slovenije (predsednik Janez Drnovšek)      | 22. julij 1997      | neizglasovana |                                                                   |
| Slavko Gaber                                                  | minister za šolstvo                                           | 4.                                                            | 29. september 1998  | neizglasovana |                                                                   |
| Alojz Krapež                                                  | minister za obrambo                                           | 4.                                                            | 2. oktober 1998     | N/A           | Med postopkom podal odstop                                        |
| Mirko Bandelj                                                 | minister za notranje zadeve                                   | 4.                                                            | 2. november 1998    | izglasovana   |                                                                   |
| Ciril Smrkolj                                                 | minister za kmetijstvo                                        | 4.                                                            | 31. maj 1999        | neizglasovana |                                                                   |
| Mitja Gaspari                                                 | minister za finance                                           | 4.                                                            | 14. december 1999   | neizglasovana |                                                                   |
| Lojze Peterle                                                 | minister za zunanje zadeve                                    | 5.                                                            | 5. september 2000   | N/A           | Državni zbor o interpelaciji ni odločal                           |
| Janez Kopač                                                   | minister za kmetijstvo                                        | 6.                                                            | 3. oktober 2001     | neizglasovana |                                                                   |
| Rado Bohinc                                                   | minister za notranje zadeve                                   | 7.                                                            | 27. februar 2004    | neizglasovana |                                                                   |
| Dušan Keber                                                   | minister za zdravje                                           | 7.                                                            | 27. februar 2004    | neizglasovana |                                                                   |
| 7. vlada Republike Slovenije (predsednik Tone Rop)            | 7. vlada Republike Slovenije (predsednik Tone Rop)            | 7. vlada Republike Slovenije (predsednik Tone Rop)            | 30. julij 2004      | neizglasovana |                                                                   |
| Vasko Simoniti                                                | minister za kulturo                                           | 8.                                                            | 25. september 2006  | neizglasovana | [ 2 ] [ 3 ]                                                       |
| Andrej Bručan                                                 | minister za zdravje                                           | 8.                                                            | 11. oktober 2006    | neizglasovana |                                                                   |
| Dragutin Mate                                                 | minister za notranje zadeve                                   | 8.                                                            | 22. november 2007   | neizglasovana |                                                                   |
| Katarina Kresal                                               | ministrica za notranje zadeve                                 | 9.                                                            | 23. februar 2009    | neizglasovana |                                                                   |
| Milan Pogačnik                                                | minister za kmetijstvo, gozdarstvo in prehrano                | 9.                                                            | 12. februar 2010    | N/A           | Med postopkom podal odstop                                        |
| Katarina Kresal                                               | ministrica za notranje zadeve                                 | 9.                                                            | 23. februar 2010    | neizglasovana |                                                                   |
| Igor Lukšič                                                   | minister za šolstvo in šport                                  | 9.                                                            | 27. julij 2010      | neizglasovana |                                                                   |
| Vinko Gorenak                                                 | minister za notranje zadeve                                   | 10.                                                           | 19. november 2012   | neizglasovana |                                                                   |
| Žiga Turk                                                     | minister za izobraževanje, znanost, kulturo in šport          | 10.                                                           | 19. februar 2013    | N/A           | Med postopkom je bila izglasovana nezaupnica vladi                |
| Uroš Čufer                                                    | minister za finance                                           | 11.                                                           | 1. oktober 2013     | neizglasovana |                                                                   |
| Gregor Virant                                                 | minister za notranje zadeve in javno upravo                   | 11.                                                           | 20. oktober 2013    | neizglasovana | [ 4 ]                                                             |
| Samo Omerzel                                                  | minister za infrastrukturo in prostor                         | 11.                                                           | 11. december 2013   | neizglasovana | [ 5 ]                                                             |
| Jernej Pikalo                                                 | minister za šolstvo                                           | 11.                                                           | 5. februar 2014     | neizglasovana | [ 6 ]                                                             |
| Gregor Virant                                                 | minister za notranje zadeve in javno upravo                   | 11.                                                           | 20. februar 2014    | neizglasovana | [ 7 ]                                                             |
| Vesna Györkös Žnidar                                          | ministrica za notranje zadeve                                 | 12.                                                           | 24. junij 2015      | neizglasovana | [ 8 ]                                                             |
| Karl Erjavec                                                  | minister za zunanje zadeve                                    | 12.                                                           | 7. januar 2016      | neizglasovana | [ 9 ]                                                             |
| Anja Kopač Mrak                                               | ministrica za delo, družino in socialne zadeve                | 12.                                                           | 12. april 2016      | neizglasovana | [ 10 ]                                                            |
| Peter Gašperšič                                               | minister za infrastrukturo                                    | 12.                                                           | 23. junij 2016      | neizglasovana | [ 11 ]                                                            |
| Milojka Kolar Celarc                                          | ministrica za zdravstvo                                       | 12.                                                           | 2. september 2016   | neizglasovana | [ 12 ]                                                            |
| 12. vlada Republike Slovenije (predsednik Miroslav Cerar ml.) | 12. vlada Republike Slovenije (predsednik Miroslav Cerar ml.) | 12. vlada Republike Slovenije (predsednik Miroslav Cerar ml.) | 27. september 2016  | N/A           | Državni zbor o nezaupnici ni odločal                              |
| Anja Kopač Mrak                                               | ministrica za delo, družino in socialne zadeve                | 12.                                                           | 24. oktober 2016    | neizglasovana | [ 14 ]                                                            |
| Maja Makovec Brenčič                                          | ministrica za izobraževanje, znanost in šport                 | 12.                                                           | 7. november 2016    | neizglasovana | [ 15 ]                                                            |
| Milojka Kolar Celarc                                          | ministrica za zdravstvo                                       | 12.                                                           | 7. julij 2017       | neizglasovana | [ 16 ]                                                            |
| Goran Klemenčič                                               | minister za pravosodje                                        | 12.                                                           | 17. september 2017  | neizglasovana | [ 17 ]                                                            |
| Karl Erjavec                                                  | minister za obrambo                                           | 13.                                                           | 21. junij 2019      | neizglasovana | [ 18 ]                                                            |
| Zdravko Počivalšek                                            | minister za gospodarski razvoj in tehnologijo                 | 14.                                                           | 11. junij 2020      | neizglasovana | [ 19 ]                                                            |
| Aleš Hojs                                                     | minister za notranje zadeve                                   | 14.                                                           | 18. september 2020  | neizglasovana | [ 20 ]                                                            |
| Simona Kustec                                                 | ministrica za izobraževanje, znanost in šport                 | 14.                                                           | 15. marec 2021      | neizglasovana | [ 21 ]                                                            |
| Janez Cigler Kralj                                            | minister za delo, družino, socialne zadeve in enake možnosti  | 14.                                                           | 18. marec 2021      | neizglasovana | [ 22 ]                                                            |
| Vasko Simoniti                                                | minister za kulturo                                           | 14.                                                           | 24. marec 2021      | neizglasovana | Seja je bila zvečer prekinjena, glasovanje je potekalo 25. marca. |
| Simona Kustec                                                 | ministrica za izobraževanje, znanost in šport                 | 14.                                                           | 19. november 2021   | neizglasovana | [ 24 ]                                                            |
| Marjan Dikaučič                                               | minister za pravosodje                                        | 14.                                                           | 22. november 2021   | neizglasovana | [ 25 ]                                                            |
| Andrej Vizjak                                                 | minister za okolje in prostor                                 | 14.                                                           | 17. december 2021   | neizglasovana | [ 26 ]                                                            |
| Aleš Hojs                                                     | minister za notranje zadeve                                   | 14.                                                           | 20. december 2021   | neizglasovana | [ 27 ]                                                            |
| Tanja Fajon                                                   | ministrica za zunanje zadeve                                  | 15.                                                           | 10. november 2022   | neizglasovana | [ 28 ]                                                            |
| Tatjana Bobnar                                                | ministrica za notranje zadeve                                 | 15.                                                           | 14. november 2022   | neizglasovana | [ 29 ]                                                            |
| 15. vlada Republike Slovenije (predsednik Robert Golob)       | 15. vlada Republike Slovenije (predsednik Robert Golob)       | 15. vlada Republike Slovenije (predsednik Robert Golob)       | 3. marec 2023       |               | [ 30 ]                                                            |